# Marktpotenzial
Das Marktpotenzial (englisch market potential) umfasst in der Volkswirtschaftslehre und im Marketing die in einem bestimmten Markt maximal verkäufliche Absatzmenge oder das maximal erzielbare Umsatzvolumen eines Gutes oder einer Dienstleistung.

## Allgemeines
Die Fachliteratur verwendet den Begriffsinhalt nicht einheitlich und setzt ihn manchmal mit der Marktkapazität oder dem Marktvolumen gleich. Letzteres stellt allerdings die tatsächliche Absatzmenge oder den tatsächlichen Umsatzerlös auf einem bestimmten Markt innerhalb eines bestimmten Zeitraums dar und bildet die Obergrenze für das Marktpotenzial, während das Marktpotenzial auch das nicht ausgeschöpfte Marktvolumen umfasst:
{\displaystyle {\text{Marktpotenzial}}={\text{Marktvolumen}}+{\text{nicht ausgeschöpftes Marktvolumen}}}
Als Marktkapazität wird die generelle Aufnahmefähigkeit eines Marktes ohne Berücksichtigung der Kaufkraft verstanden; es wird allein auf die Nachfrage abgestellt. Die Marktsättigung wiederum zeigt, wie weit das Marktpotenzial bereits ausgeschöpft ist. Beim Marktpotenzial handelt es sich um die potenzielle, kaufkraftgestützte Aufnahmefähigkeit eines Marktes für ein bestimmtes Gut. Marktpotenzial ist die theoretisch maximal mögliche Aufnahmefähigkeit für Güter oder Dienstleistungen eines Marktes, die bei einem bestimmten Umweltzustand innerhalb eines Zeitraumes erreicht werden kann.

## Berechnung
Das Marktpotenzial setzt sich zusammen aus der Zahl der auf einem bestimmten Markt auftretenden Käufer, deren Kaufmenge und der Häufigkeit der Käufe (Verbrauchsintensität) während der Dauer des Produktlebenszyklus:
{\textstyle {\text{Marktpotenzial}}={\text{(Zahl der Käufer)}}\,\cdot \,{\text{(Kaufmenge je Beschaffungsakt)}}\,\cdot \,{\frac {\text{Kauffrequenz}}{\text{Jahr}}}\,\cdot \,{\text{Dauer des Produktlebenszyklus}}}
Diese nachfrageorientierte Betrachtung vernachlässigt jedoch angebotsorientierte Kriterien, etwa die nicht ausgeschöpften Produktionskapazitäten der auf dem Markt agierenden Unternehmen. Das liegt oft daran, dass hierüber Marktdaten selten zur Verfügung stehen. Eine Ausnahme bildet insbesondere die kommerzielle zivile Luftfahrt, weil die IATA als Dachverband der Fluggesellschaften die Auslastungen einzelner Airlines veröffentlicht. Sie unterscheidet zwei betriebswirtschaftliche Kennzahlen zur Kapazitätsauslastung, und zwar den Sitzladefaktor (Personenbeförderung) und den Nutzladefaktor (Luftfracht). So berichtet die Lufthansa in ihrem Geschäftsbericht für 2015, dass ihr Sitzladefaktor (Sitzkilometer, also Absatzmengen) bei 80,4 % lag und sie mit 66,3 % Nutzladefaktor (Tonnen-Kilometer) Europas führende Frachtfluggesellschaft sei. Daraus ergibt sich, dass die Lufthansa weltweit noch rund 19 % bzw. 33 % Marktpotenziale wegen nicht ausgelasteter Kapazitäten besitzt. Dies ist das kurzfristig ausschöpfbare Marktpotenzial. Erhöht sie die Flugfrequenz (Flüge zweimal statt einmal täglich), so erhöht sich das Marktpotenzial zusätzlich. Werden nun die Sitzlade- und Nutzladefaktoren der Konkurrenz für eine bestimmte Destination und die daraus ableitbaren freien Kapazitäten berücksichtigt, ist das angebotsseitige Marktpotenzial ermittelbar.

## Ausnutzbarkeit von Marktpotenzialen
Neben nicht ausgelasteten Kapazitäten ist für das Marktpotenzial die Marktentwicklung mit ihren Marktphasen von Bedeutung. Auf einem Wachstumsmarkt sind die Marktpotenziale am größten, während sie auf einem gesättigten Markt gering sind und auf einem Schrumpfmarkt praktisch nicht vorhanden sind. Ein zyklischer Markt weist Marktpotenziale nur in der expansiven Phase und der Hochkonjunktur auf.
Marktpotenziale kann es auch bei Marktnischen und Marktlücken geben. Marktnischen sind auf einem Markt mit nur wenigen Anbietern vorhanden, bei Marktlücken gibt es gar keine Anbieter, aber Nachfrage. Sorgt ein Anbieter für Präferenzen auf der Nachfrageseite, so kann er sein Marktpotenzial durch monopolistische Konkurrenz nutzen. Sind jedoch die Kapazitäten vollständig ausgenutzt, können vorhandene nachfrageseitige Marktpotenziale kurzfristig nicht ausgenutzt werden.